# Boschetto della Plaia
Il Boschetto della Plaia (o Boschetto della Playa) è un parco di Catania, il maggiore per estensione.
Si trova nel VI Municipio della città, nel quartiere Plaia.